# 杨启鹏
杨启鹏（1987年5月14日—），出生于中国，足球运动员。现效力天津泰达，司职守门员。

## 俱乐部生涯
2005年杨启鹏代表天津队出战第十届全国运动会男足比赛，发挥出色并引起了贾秀全的关注，入选了贾的国青队，并在当年9月与德国国青队的比赛中成为“全场亮点”。  由于天津泰达门将云集，杨启鹏很难得到上场机会。2011年他在亚冠联赛中的表现被媒体评为“世界级” ，但是在夏季转会之后，宋振瑜的加盟使得他失去了主力位置。 不过在2012年夏季之后，他受到球队新任主教练亚历山德拉·吉马良斯的赏识，顶替赛季初发挥失常的宋振瑜成为球队的主力门将。他于2017年中国杯的备战期首次入选国家集训队，但不久因伤退出。